# Stazione di Alghero
La stazione di Alghero, in passato denominata stazione di Sant'Agostino e successivamente stazione di Alghero Sant'Agostino (e storicamente con i nomi popolari locali in catalano algherese di estació de l'Alguer o estació de l'Alguer-Sant Agustí) è una stazione ferroviaria al servizio del comune di Alghero, l'unica attiva nel nucleo cittadino. Lo scalo è situato nel quartiere della Pietraia, e dal 1988 è il capolinea della ferrovia Sassari-Alghero.

## Storia

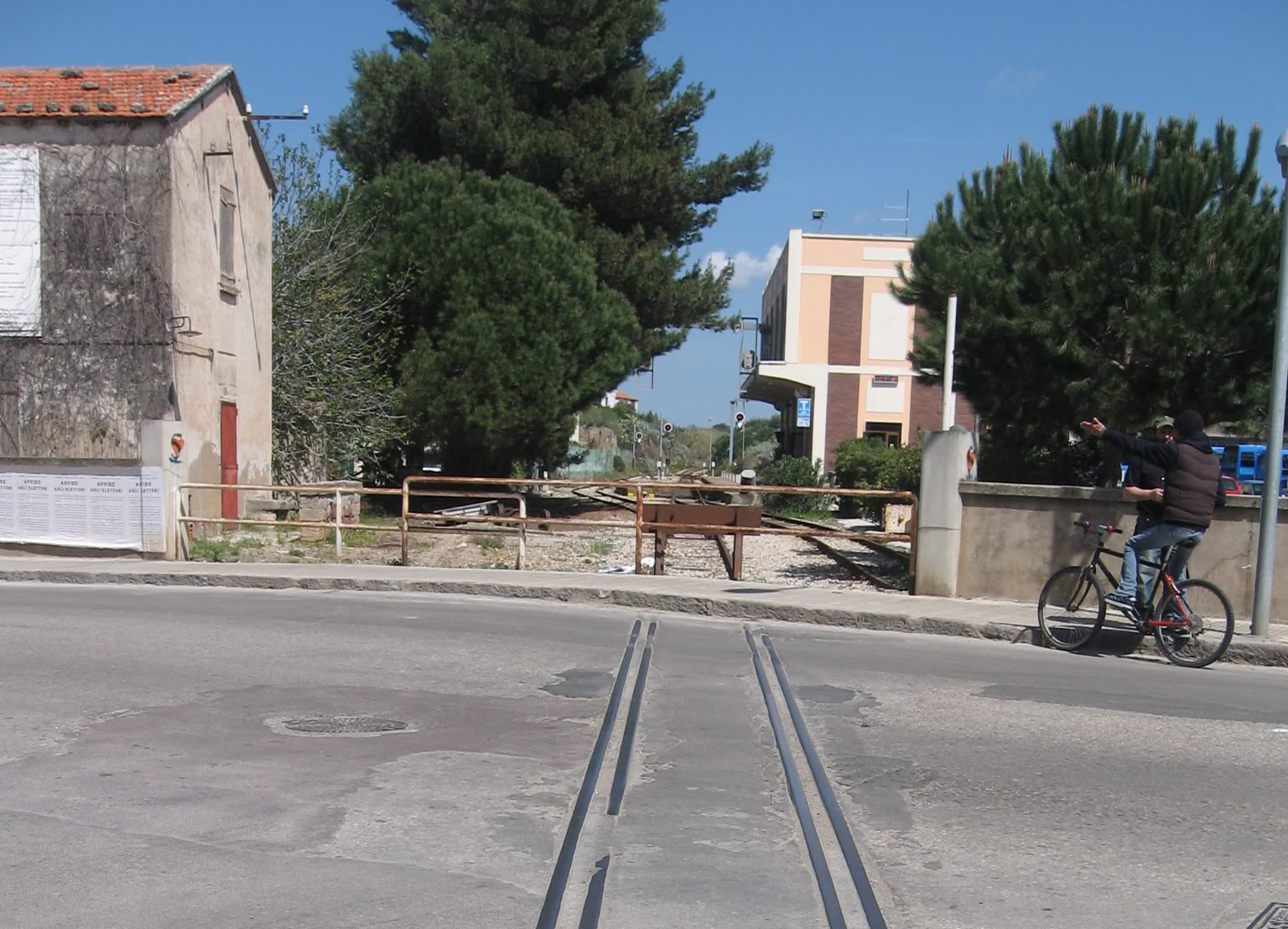
La stazione fu trasformata da passante a terminale nel 1988, con la chiusura del tratto di ferrovia tra lo scalo e l'originario capolinea del porto

L'origine della stazione è legata alla necessità, palesatasi nel secondo dopoguerra, di arretrare il capolinea della Sassari-Alghero dall'ottocentesca stazione nel porto. Le motivazioni che portarono a questa scelta erano prettamente di carattere turistico e legate alla viabilità: nel primo caso la zona del porto era interessata a una progressiva valorizzazione turistica, mentre nel secondo la presenza dei passaggi a livello in alcune fra le arterie stradali più trafficate del centro (via Garibaldi e via Don Minzoni) creava problemi al traffico dei veicoli.
Alla luce di questo il decreto ministeriale numero 48 del 12 gennaio 1970 diede il via libera all'arretramento del terminal ferroviario dal porto alla zona della Pietraia. Ad occuparsi della realizzazione del nuovo scalo fu la concessionaria ferroviaria di allora, la Strade Ferrate Sarde, ed il nome scelto per il nuovo scalo fu "Sant'Agostino", dal nome dell'omonima chiesetta presente nelle immediate adiacenze, meglio conosciuta come "Sant'Agostino vecchio" per distinguerla dalla più recente chiesa costruita nel quartiere di Sant'Agostino. La stazione fu quindi realizzata in quel decennio, venendo attivata tra il 1975 e il 1976 ma nei primi anni di attività fungerà da scalo intermedio.

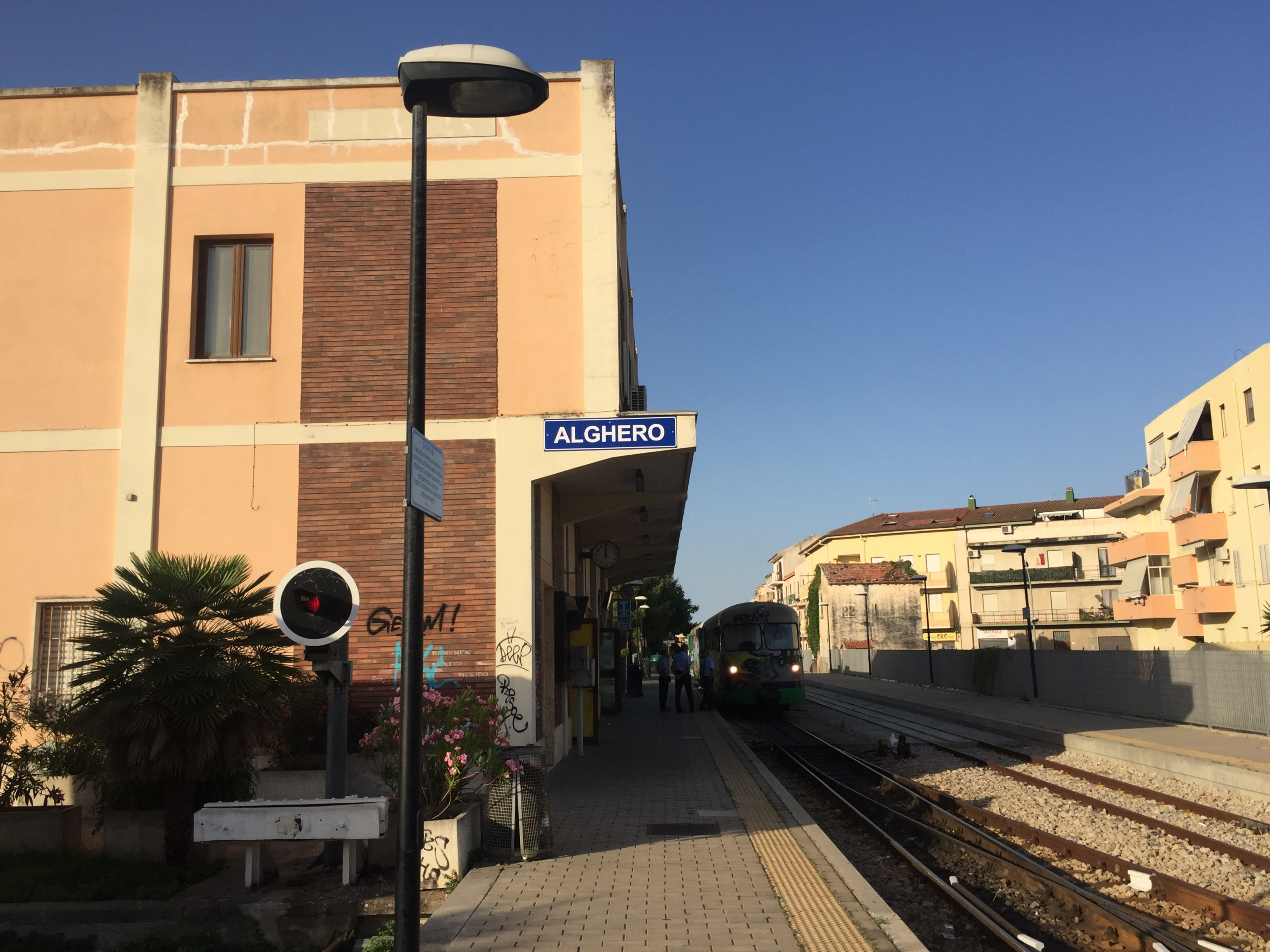
L'impianto ha assunto la denominazione di "Alghero" negli anni dieci. Non esiste tuttavia una denominazione ufficiale in catalano algherese.

Nel 1981 gli impianti del capolinea portuale furono pesantemente ridimensionati, con la demolizione degli edifici (fabbricato viaggiatori, depositi) e la trasformazione del capolinea a semplice fermata terminale. Ciò rese lo scalo di Sant'Agostino l'unico nel centro di Alghero dotato di uno scalo merci e delle infrastrutture per il ricovero dei rotabili.  Nel 1988 infine la stazione divenne il nuovo capolinea algherese della linea per Sassari, con la chiusura dei binari che da Sant'Agostino portavano alla fermata di San Giovanni e al vecchio capolinea del porto. L'anno successivo la gestione dell'impianto passò alle Ferrovie della Sardegna, nate dalla fusione delle SFS con le Ferrovie Complementari della Sardegna. Le FdS diverranno poi l'ARST Gestione FdS nel 2008.
Nel corso degli anni la stazione cambiò denominazione, venendo identificata col nome di Alghero Sant'Agostino negli anni novanta e venendo denominata semplicemente Alghero negli anni dieci. Questi cambiamenti all'identificativo della stazione non hanno tuttavia preso in considerazione l'adozione di un nome ufficiale in catalano algherese, lingua locale tutelata a livello nazionale e regionale. Nel 2010 le banchine della stazione vennero completamente rinnovate in contemporanea con i lavori di sostituzione dell'armamento sulla ferrovia. Sempre quell'anno, a seguito della fusione dell'ARST Gestione FdS con l'ARST, quest'ultima società diventava il gestore dell'impianto.

## Strutture e impianti

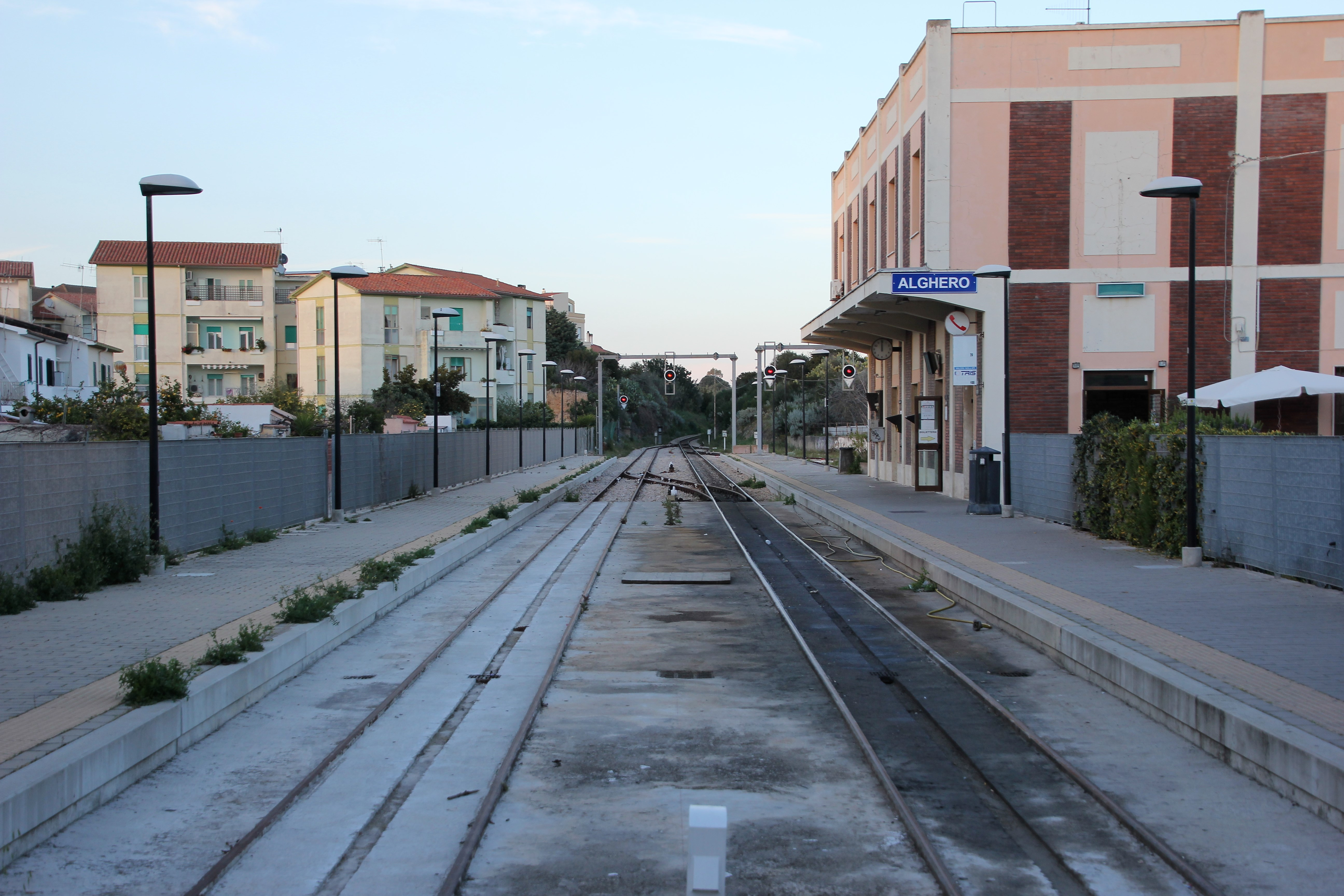
Il terminal passeggeri, dotato di due binari tronchi

La stazione costituisce il capolinea della ferrovia Sassari-Alghero, linea a binario unico a scartamento ridotto non elettrificata. 
Dal punto di vista infrastrutturale lo scalo comprende complessivamente otto binari: i principali sono il binario uno (di corsa) ed il due che da esso si dirama, utilizzati per il servizio passeggeri e dotati di banchine poste in posizione periferica rispetto alla linea, collegate tra loro oltre il fine corsa della ferrovia: entrambi i binari infatti terminano tronchi dinanzi alla ex casa cantoniera numero 22 della linea, presente in loco dall'inaugurazione della Sassari-Alghero.

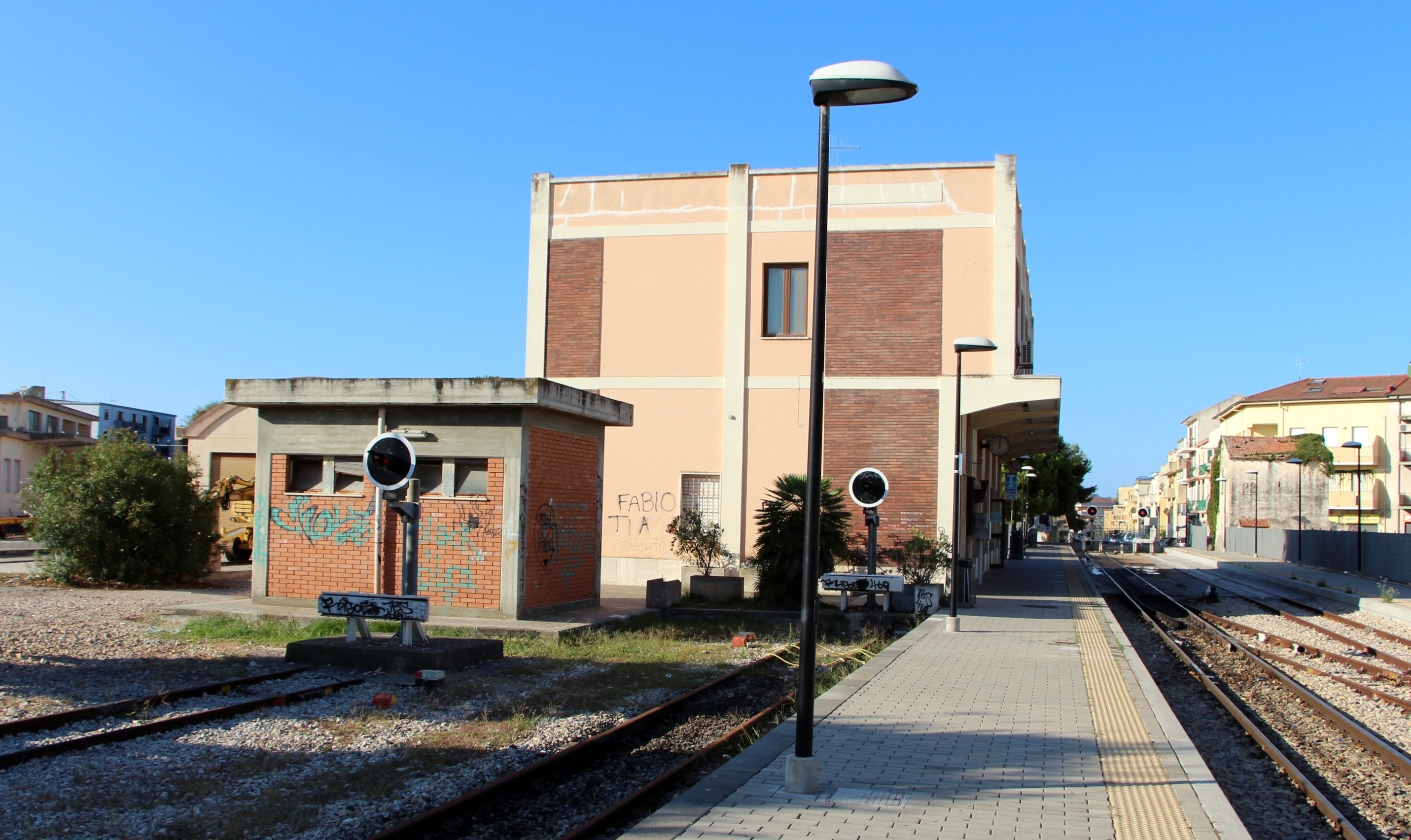
Il lato nord del fabbricato viaggiatori, con alla sua destra il binario di corsa e sulla sinistra i due tronchini di rimessaggio

Dal binario uno ha origine anche il fascio che serve l'area delle rimesse e dello scalo merci: oltre la banchina del binario di corsa si trovano due tronchini, che terminano dinanzi al lato nord del fabbricato viaggiatori, impiegati per il rimessaggio di materiale rotabile. Più ad est di essi si trovano altri due binari, che conducono all'interno della rimessa rotabili della stazione, mentre i due binari più orientali dell'impianto servono l'area dello scalo merci, in disuso dopo la cessazione del servizio durante la gestione FdS: ognuno dei due tronchini affianca uno dei due lati del magazzino merci di stazione e i piani di carico delle stesse; uno di essi attraversa inoltre la piattaforma girevole dello scalo.
L'impianto è presenziato, e la direzione del movimento è gestita localmente.

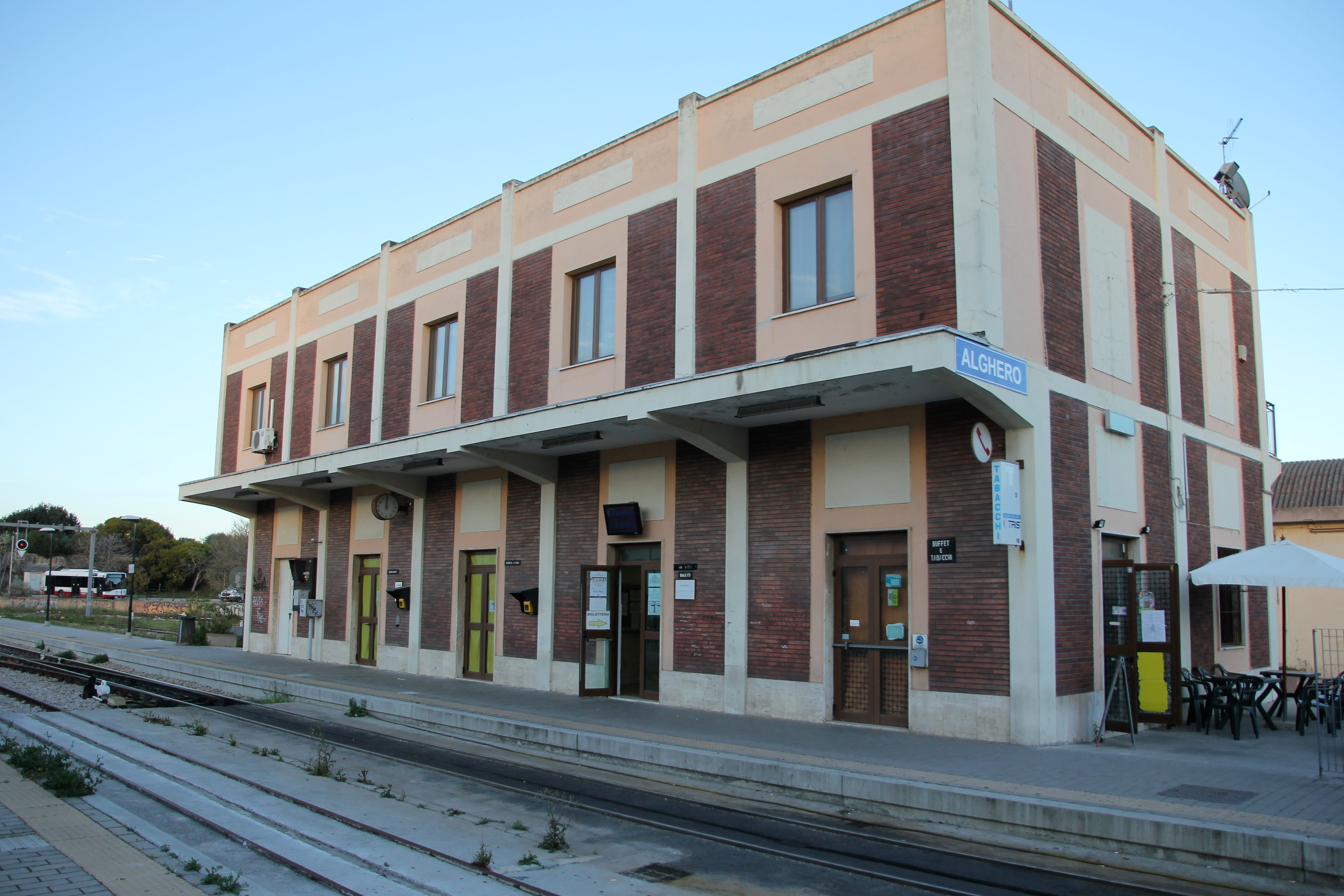
Il fabbricato viaggiatori della stazione

Prima dei lavori di ristrutturazione degli anni dieci lo scalo comprendeva un ulteriore tronchino situato nell'area dell'asse estremo della stazione, che si diramava dal binario uno terminando di fronte all'area dell'ex passaggio a livello di via Don Minzoni. Sino al 1988 la ferrovia inoltre proseguiva verso l'originaria stazione di Alghero situata nel porto: sul binario uno confluiva all'epoca il secondo anche in direzione sud, con la linea che attraversava la via Don Minzoni per proseguire lungo quella che è via Castelsardo.
Tra gli edifici dell'impianto il principale è il fabbricato viaggiatori, realizzato su due piani di sviluppo (più terrazzino) a pianta rettangolare, con cinque luci sul lato rivolto ai binari.

## Movimento

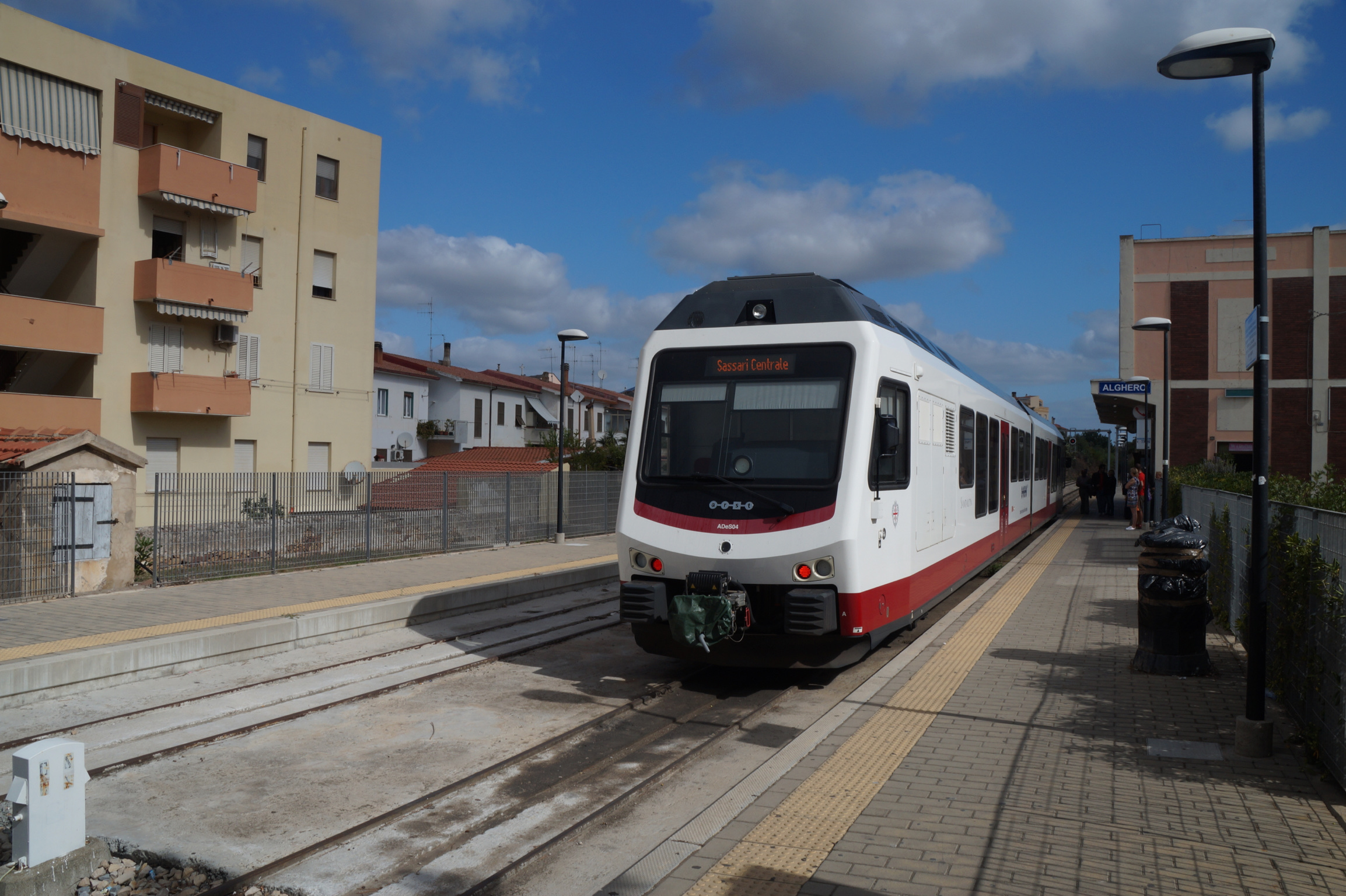
Automotrice ADeS dell'ARST nell'area passeggeri dell'impianto

Per quanto riguarda il servizio viaggiatori (l'unico espletato nell'impianto) la stazione è collegata dai treni dell'ARST principalmente con Sassari e Olmedo, oltre che con varie fermate intermedie presenti nelle campagne lungo il tracciato ferroviario.

## Servizi

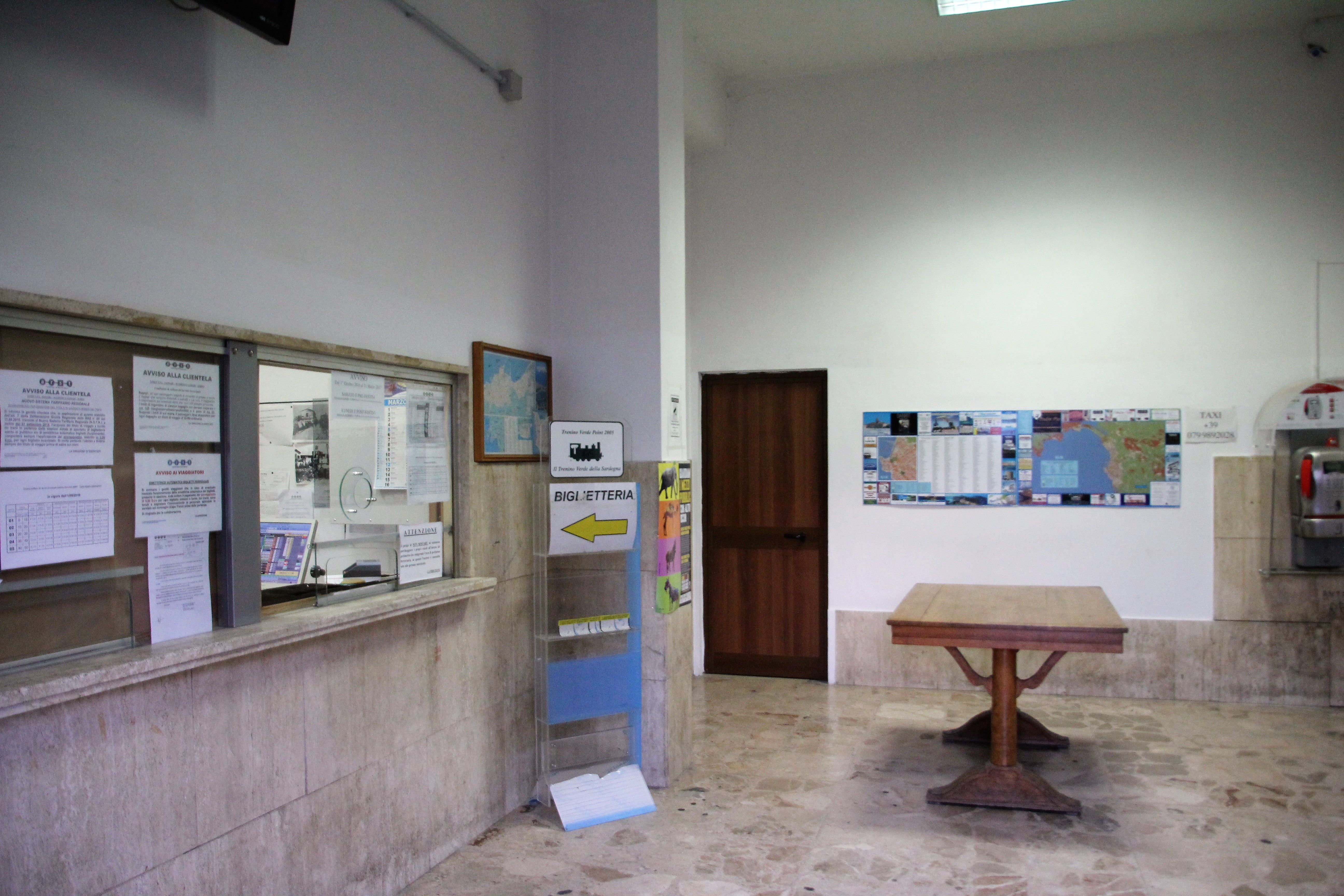
La biglietteria a sportello è ubicata all'interno del fabbricato viaggiatori

L'impianto ospita nel fabbricato viaggiatori vari servizi all'utenza, tra cui una biglietteria (sia a sportello che automatizzata), una sala d'attesa ed un bar-tabacchi.
- Biglietteria a sportello
- Biglietteria automatica
- Sala d'attesa
- Servizi igienici
- Bar

## Interscambi
L'area della stazione è sede anche di un deposito di autobus dell'ARST, e sono presenti fermate delle autolinee urbane e interurbane gestite da questa azienda di trasporto. Tra le relazioni espletate vi è anche quella verso il porto, che sostituisce il servizio ferroviario sul tratto urbano della linea dismesso nel 1988. Ulteriori collegamenti si hanno con l'aeroporto di Alghero-Fertilia e con altri centri del territorio circostante.
- Fermata autobus